# 郭宝珊
郭宝珊（1905年—1970年），中国人民解放军将领、中国人民解放军开国少将。
曾任中国人民解放军兰州军区公安军副司令员。1955年，授予中国人民解放军少将。